# ألبرت ووكر (سياسي)
ألبرت ووكر هو سياسي كندي، ولد في 12 أكتوبر 1910، وتوفي في 10 أغسطس 2001 في أوشاوا في كندا. حزبياً، نشط في حزب أونتاريو المحافظ التقدمي. وقد انتخب عضو برلمان مقاطعة أونتاريو.